# FC Dunav Ruse
El FC Dunav Ruse (en búlgaro: ФК Дунав) es un equipo de fútbol de Bulgaria que juega en la B PFG, la segunda división de fútbol del país.

## Historia
Fue fundado en el año 1949 en la ciudad de Ruse y su nombre se debe al Río Danubio y ha tenido varios nombres a lo largo de su historia, como Sava, Napredak, Levski, Varush, Angel Kanchev, Rakovski, Rusenets, Dinamo, Spartak, DNA, Torpedo y Partizanin. Fue finalista del torneo de Copa 4 veces y participó en la Liga Profesional de Bulgaria en 27 temporadas.

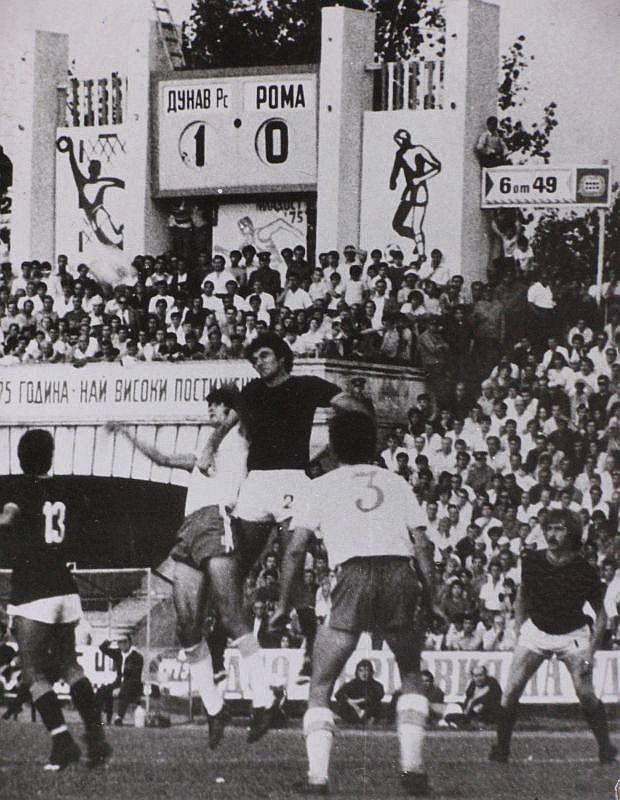
Dunav jugando contra la Roma en 1975.

A nivel internacional tuvo su primera aparición en un torneo continental en la Copa de la UEFA 1975-76, donde fue eliminado en la Primera Ronda por el AS Roma de Italia.
Durante la temporada 2010/11, el equipo dejó ir a sus mejores jugadores a causa de la crisis financiera que sufría mientras estaba en la B PFG y en febrero del 2011 el equipo desapareció.
A mediados del año 2011 el club fue refundado e inscrito como Dunav 2010 e inició en las ligas inferiores del fútbol de Bulgaria, donde posteriormente el club obtuvo el permiso de participar luego de pleitos legales sobre el reconocimiento como el equipo sucesor del club desaparecido, ascendiendo a segunda categoría en la temporada 2014/15.
El club retornó a la máxima categoría para la temporada 2016/17 por primera vez desde el año 1991 quedando el año de su reestreno en cuarto lugar, lo que le dio la oportunidad de jugar las rondas previas de la UEFA Europa League, en donde fue eliminado en la primera ronda de clasificación por el FC Irtysh de Kazajistán.

## Palmarés
- Second League (6): 1950, 1954, 1957, 1968, 1974, 2015–16
- Third League (1): 2014–15
- Cuarta Liga de Bulgaria (1): 2010-11
- Copa de Liga Aficionada (2): 2004, 2015

## Participación en competiciones de la UEFA
| Temporada | Torneo             | Ronda             | Club      | Casa | Visita | Global |
| --------- | ------------------ | ----------------- | --------- | ---- | ------ | ------ |
| 1975/76   | Copa UEFA          | 1                 | AS Roma   | 1-0  | 0-2    | 1-2    |
| 2017/18   | UEFA Europa League | 1ª Clasificatoria | FC Irtysh | 0-2  | 0-1    | 0-3    |